# Chloé Sauvourel
Pour les articles homonymes, voir Sauvourel.
Chloé Sauvourel (née le 18 juin 2000 à Nantes) est une nageuse de la République centrafricaine.

## Biographie
Elle a été sélectionnée pour représenter son pays aux 12e championnats du monde de natation en petit bassin de Doha (Qatar) en décembre 2014, ainsi qu'à la 16e édition des championnats du monde de natation (24 juillet au 9 août 2015 à Kazan, en Russie).  
Tout juste âgée de 16 ans, Chloé Sauvourel participe ensuite aux Jeux olympiques de Rio. Elle est désignée pour être le porte-drapeau du Centrafrique lors de la cérémonie d'ouverture des Jeux Olympiques de Rio,. Son temps lors des séries du 50 mètres nage libre féminin ne lui a pas permis d'être qualifiée pour les demi-finales,. 
Possédant la double nationalité française par son père et centrafricaine par sa mère, elle s'entraîne à Redon (Ille-et-Vilaine, France) au Cercle des nageurs du pays de Redon (CNPR), sous la direction de Mathieu Thomas, son entraîneur. 
Elle poursuit en parallèle ses études au lycée de l'Abbaye Saint-Sauveur de Redon, et pratique le basket-ball amateur au sein du club BZH de Rieux - Saint-Dolay.
Après sa participation aux Jeux olympiques, elle poursuit sa carrière sportive en participant notamment aux championnats du monde petit bassin à Windsor fin 2016 puis aux championnats du monde grand bassin à Budapest en 2017. 
En 2018, Chloé participe pour la première fois à une compétition continentale en Algérie pour les Jeux africains de la jeunesse avant de rejoindre l'Argentine quelques mois plus tard, fin 2018 pour les Jeux Olympiques de la jeunesse. Dans le même temps, elle bénéficie d'une bourse de la part du comité olympique pour se préparer aux Jeux olympiques de Tokyo de 2020.
En 2019, elle participe également aux championnats du monde grand bassin en Corée du Sud et aux Jeux africains au Maroc.  
Après sa participation aux Jeux olympiques de Rio en 2016, où elle est la porte-drapeau de la délégation centrafricaine, Chloé décide de créer une association humanitaire pour rénover une école à Bimbo en République Centrafricaine.
Le 23 juillet 2021, lors de la cérémonie d'ouverture des Jeux olympiques de Tokyo au Nouveau stade olympique national, elle est à nouveau la porte-drapeau de la délégation centrafricaine pour la seconde fois de sa carrière sportive, en compagnie du sprinteur Francky Mbotto. En décembre 2021, Chloé Sauvourel représente le Centrafrique aux Championnats du monde de natation en petit bassin 2021.